# چو جا هیون
چو اون جو (کره‌ای: 추은주؛ زادهٔ ۲۰ ژانویه ۱۹۷۹) که با نام هنری چو جا هیون (추자현) شناخته می‌شود، بازیگر اهل کره جنوبی است. او به خاطر ایفای نقش در فیلم پرتره یک زیبا (۲۰۰۸) شناخته می‌شود. چو همچنین از سال ۲۰۰۷ در چین فعالیت دارد.